# Parque de Atracciones de Zaragoza
El Parque de Atracciones de Zaragoza se encuentra situado en el pulmón verde de Zaragoza, la zona de Pinares de Venecia. Ocupa una superficie de 6 hectáreas y abrió sus puertas el 1 de agosto de 1974, convirtiéndose así en un referente para el ocio en Aragón y regiones limítrofes.

## Tarifas y horarios
Hay dos fórmulas de entrada. Una de ellas es la de la Pulsera Superdiversión, que da derecho a la entrada al parque y acceso a todas las atracciones durante un día a aquellos que midan más de 110 cm y por consiguiente la Pulsera Chiquidiversión que da derecho a la entrada al parque y acceso a todas las atracciones durante un día a aquellos que midan menos de 110cm. Para aquellos menores de 110 cm existe la Pulsera, con idénticas condiciones.
La otra es la entrada simple, que únicamente da derecho a la entrada al parque. Esta entrada consiste en dos tiques para acceder a las atracciones. Para adquirir tiques en el interior del parque hay que acudir a cualquier punto de venta del recinto. Existen también tarifas y descuentos especiales por cumpleaños o eventos especiales.
El parque permanece abierto fines de semana y festivos desde marzo hasta diciembre y casi todos los días desde junio hasta principios de septiembre. También permanece abierto todos los días de las Fiestas del Pilar en el que el acceso al Parque es totalmente libre, excepto para montar en las atracciones donde se deberá adquirir la pulsera. El recinto de piscinas abre desde junio hasta principios de septiembre (varía anualmente según fecha de apertura y cierre de las piscinas municipales de Zaragoza).

## Atracciones

### Atracciones infantiles
- Booguies: atracción infantil de recorrido en coche.
- Bota-Bota: camas elásticas.
- Cadenas
- Castillo: castillo hinchable.
- Indianápolis: autos de choque infantiles.
- Jumping
- Jurassic Car: atracción de recorrido en coche.
- Kangurito: saltamontes infantil.
- La Isla del Faro: minitorre de rebote.
- Las Cuerdas del Dragón
- Mini-Rocking: rocking tug
- Mini Noria
- Peke-Tren
- Rodeo
- Rueda Caballitos: carrusel.
- Scalextrix
- Trenecillo

### Atracciones familiares
- Casa Magnética
- Chocones: autos de choque.
- Colorado Express: kite flyer.
- Cueva del Horror: dark ride.
- Dream River: dark ride acuática.
- Embarcadero: paseo en barca.
- Express Pacific: tren.
- La Mina: montaña rusa infantil.
- Mississippi: fun house.
- Noria

### Atracciones de adultos
- El Torreón: torre de caída controlada.
- Quetzal: saltamontes.
- Gran Tikal: flume.
- Moncayo: montaña rusa tipo Zyklon/Galaxi.
- Ramsés: montaña rusa shuttle doble.
- Revolution: top spin.
- Río Navajo: rápidos.
- Vertical Twister: star flyer.

## Gastronomía
El parque contiene un total de nueve puntos de restauración, más un bar que se encuentra dentro del recinto de las piscinas:
- Bar La Terraza: bar principal, situado enfrente de Mississippi.
- Restaurante 25 Aniversario: cuenta con una capacidad de hasta 1000 personas. Alberga todo tipo de actividades y eventos: bodas, comuniones, bautizos, fiestas espectáculos, etc.
- Bar Piscina: en el recinto de las piscinas.
- Bocatería La Parada
- El Templo de Ramsés: situado enfrente de Ramsés.
- Restaurante Asador Grill Moncayo: restaurante situado enfrente de Dream River, con capacidad para 120 personas.
- Tienda de Frutos Secos

## Servicios
- Botiquín: botiquín y un asistente técnico sanitario para atender cualquier emergencia.
- Desfibrilador: en la oficina de atención al cliente y Restaurante 25 Aniversario.
- Aseos adaptados: uno junto a Ramsés y otro en el Restaurante 25 Aniversario.
- Consignas: situado al lado de la Tienda de Frutos Secos.
- Piscina infantil: con entrada aparte, o incluida con la Pulsera Superdiversión o Chiquidiversión.
- Piscina olímpica: con entrada aparte, o incluida con la Pulsera Superdiversión. Entre 1 metro y 2,40 metros de profundidad.
- Oficina atención al cliente: lugar habilitado para la resolución de dudas, quejas o sugerencias. Acceso también para venta anticipada, y comuniones, grupos y cumpleaños con reserva.
- Multijuegos: diferentes juegos clásicos. Situados frente a El Torreón.